# Греков, Алексей Владимирович
Алексей Владимирович Греков (род. 20 мая 1958 года, Москва, РСФСР, СССР) — советский и российский художник-реставратор, член-корреспондент Российской академии художеств (2007).

## Биография
Родился 20 мая 1958 года, живёт и работает в Москве.
В 1987 году — окончил Московский архитектурный институт.
С 1990 года — член Московского Союза художников.
В 2007 году — избран членом-корреспондентом Российской академии художеств от Отделения декоративных искусств.

## Творческая деятельность
Основные произведения: реставрация надвратной Преображенской церкви Новодевичьего монастыря (1980—1983), иконостасы и киоты для Даниловского монастыря (1985—1988), иконостасы для храма Николая Чудотворца в Кулишках (1988—1990), иконостасы и резное убранство для храма Большое Вознесение (1991 — по настоящее время).
Произведения представлены в Воронежском областном краеведческом музее, также находятся в частных коллекциях России и за рубежом.